# لوکسود
لوکسود (به هلندی: Luxwoude) یک منطقهٔ مسکونی در هلند است که در اپسترلاند واقع شده‌است. لوکسود ۲۷۵ نفر جمعیت دارد.